# 川邊辰也
川邊 辰也（かわべ たつや、1952年6月6日 - ）は、日本の実業家。株式会社原子力安全システム研究所取締役社長。関西電力取締役・公益社団法人関西経済連合会専務理事・一般財団法人関西電気保安協会理事長などを歴任。

## 略歴
- 1976年4月 - 関西電力株式会社入社
- 2006年6月 - 同社地域共生・広報室長
- 2007年6月 - 執行役員地域共生・広報室長
- 2009年5月 - 同社執行役員社団法人関西経済連合会常務理事・事務局長
- 2009年6月 - 同社常務執行役員社団法人関西経済連合会常務理事・事務局長
- 2011年5月 - 同社常務執行役員公益社団法人関西経済連合会専務理事
- 2011年6月 - 同社取締役公益社団法人関西経済連合会専務理事
- 2015年6月 - 一般財団法人関西電気保安協会理事長に就任
- 2019年6月 - 共英製鋼社外取締役（非常勤）[2]
- 2021年6月 - 株式会社原子力安全システム研究所取締役社長・所長就任[1]。
- 2023年6月28日　- 株式会社原子力安全システム研究所社長退任[3]